# CG-4滑翔機
「CG-4滑翔機」是第二次世界大戰時美國陸軍航空隊使用的突擊滑翔機，美國人稱它為「雅高」（WACO）也就是其研製廠家「威化飛機公司」的英文簡寫，至於英國人則稱它為「哈德良」（HADRIAN），二戰時也主要由美國和英國傘兵作機降作戰。
1939年，第二次世界大戰的歐洲戰場開打，德國傘兵用DFS 230滑翔機攻下比利時埃本·艾爾要塞等機降作戰，這令美國也要發展自己的突擊滑翔機，軍方開出標書而最後由威化飛機公司的設計得標，但問題來了，威化作為一間小公司沒有能完成軍方訂單的能力，而當時主要的飛機生產商也忙著完成其他飛機的訂單，於是軍方遍尋能完成這些訂單的工廠，而當時美國工業界已進行戰時體制而令有多達16間原本並不是飛機工廠都能製造這種結構簡單的無動力滑翔機，例如:原本造電冰箱的吉布森公司也造了1078架，最終有13903架CG-4出廠，創下世界最多的滑翔機生產量。

## 型號
- XCG-4
- CG-4A
- CG-4B
- XPG-1
- XPG-2
- XPG-2A
- PG-2
- XPG-2B
- LRW-1
- G-2A
- G-4A
- G-4C
- 哈德良MK1
- 哈德良MK2

## 基本資料
- 乗員:2名飛行員+13名傘兵
- 全長:14.8米
- 全高:4.7米
- 翼幅:25.5米
- 翼面積:83.6平方米
- 空重:1769公斤
- 最大載重:1633公斤
- 最大離陸重量:3402公斤
- 最快速度:240公里/小時
- 最大滑翔比:12比1

## 設計簡介

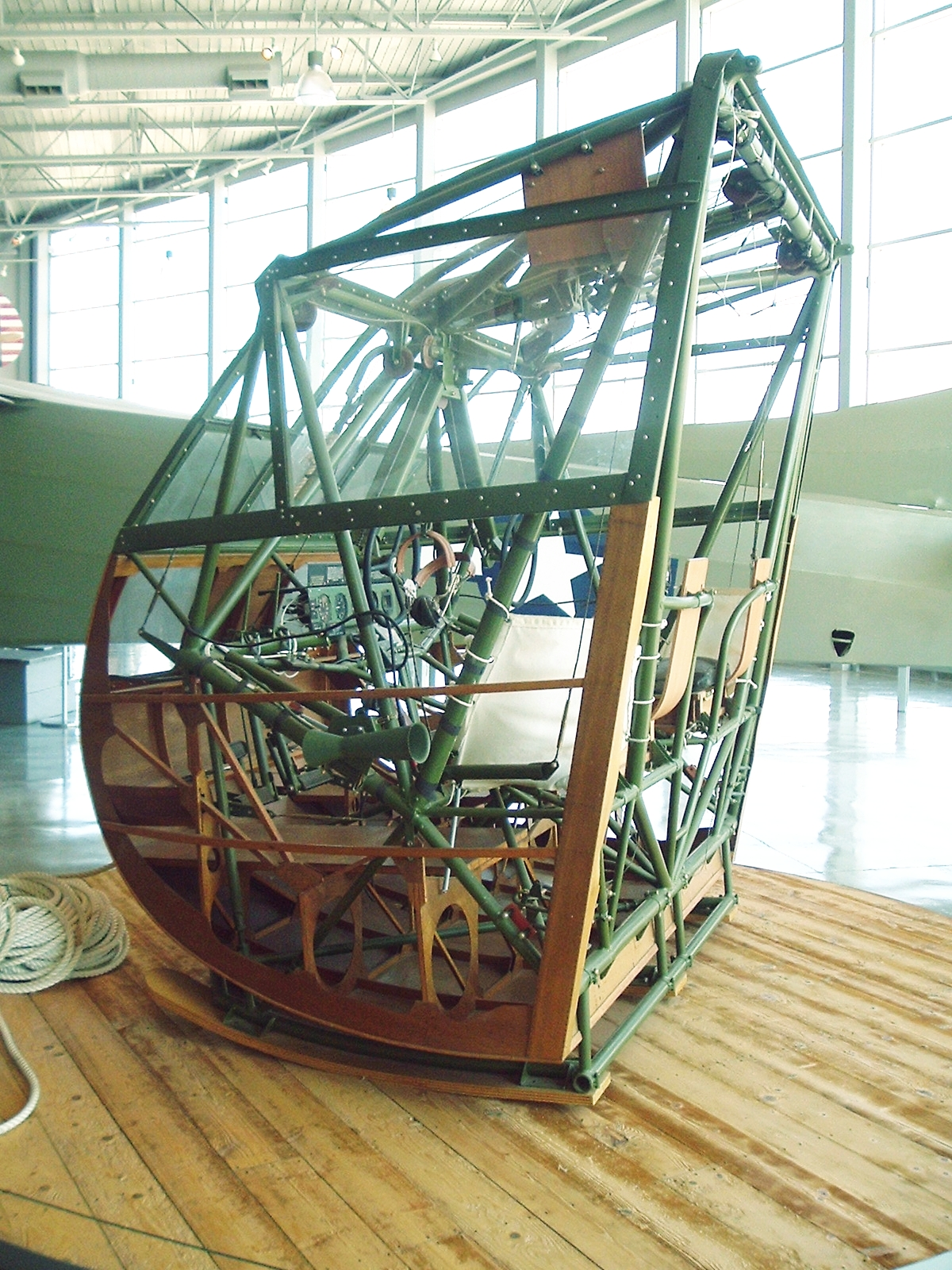
CG-4的機頭駕駛艙有兩個並排的座位，駕駛艙整個都是由鋼製骨架再外加上有機玻璃組成

CG-4的設計很簡單，全機幾乎由直線組成，機身由鋼製骨架外覆帆布，底部是木製膠合板，機翼是由木製翼樑和骨架再覆帆布組成，其機頭駕駛艙有兩個並排的座位，駕駛艙整個都是由鋼製骨架再外加上有機玻璃組成而且能整個向上揭起，其機頭外有連接點
機身內有左右兩排座椅，必要時也能把座椅拆了來載擔架，機尾可以昇起並用兩條支柱支撐，一輛威利吉普車能直接駛進去運送
作為無動力滑翔機，CG-4是由C-46運輸機或C-47運輸機拉上天空，用一條大約有107米長和粗17毫米的尼龍繩，這條尼龍繩末端有個收放鈎，此鈎和CG-4機頭的連接點連接，兩架飛機要保持在大約250公里/小時的速度飛行，當接近著陸區而兩機要分離時，牽引機要用電話通知CG-4的飛行員，所以，在尼龍繩上也有電話線
當CG-4和牽引機脫離後，它會進入滑翔飛行，其滑翔比是12比1，也就是CG-4每下降1米就能飛越12米的水平距離，直至最後著陸

## 圖片

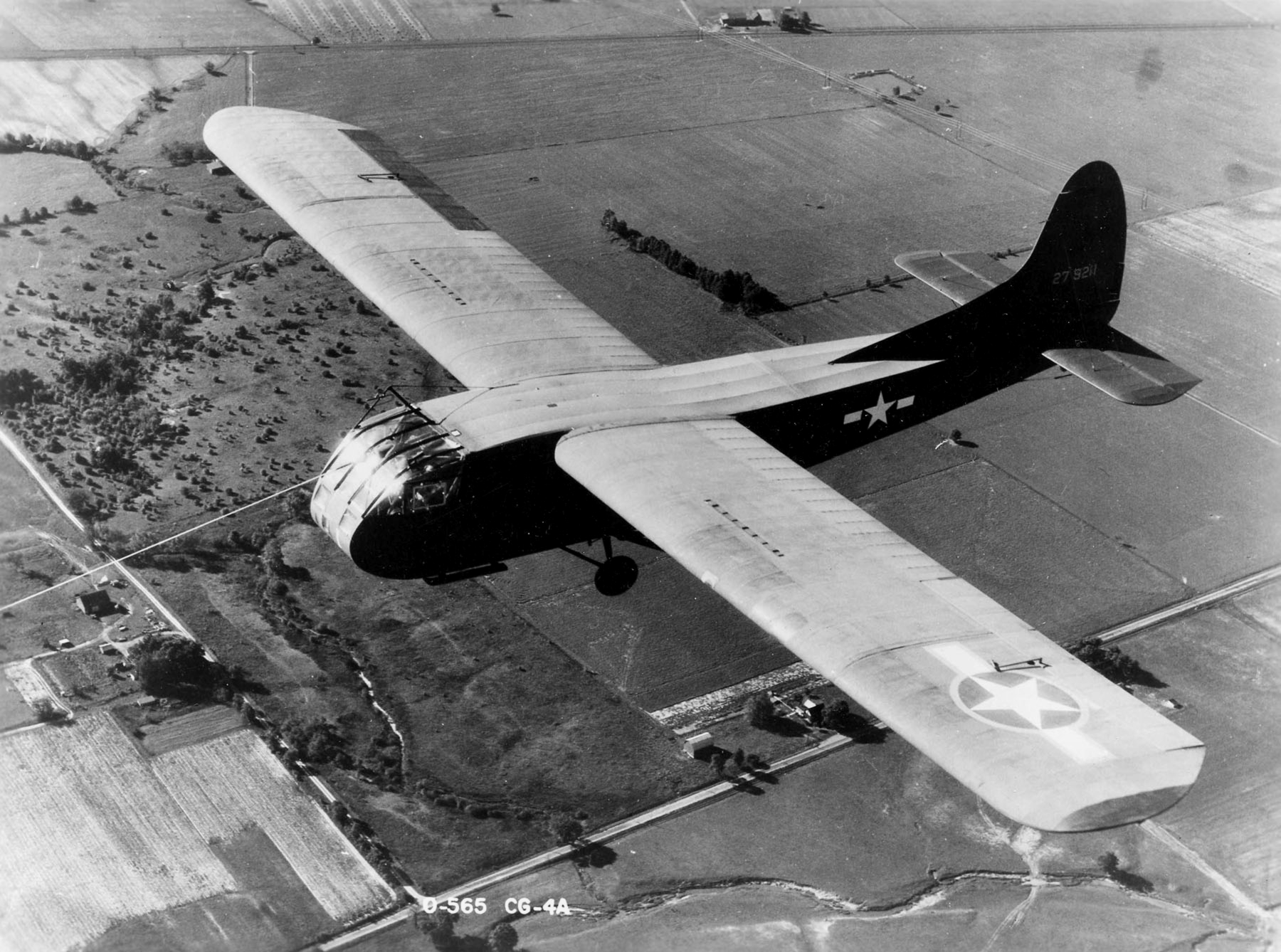
CG-4滑翔機主要由直線組成
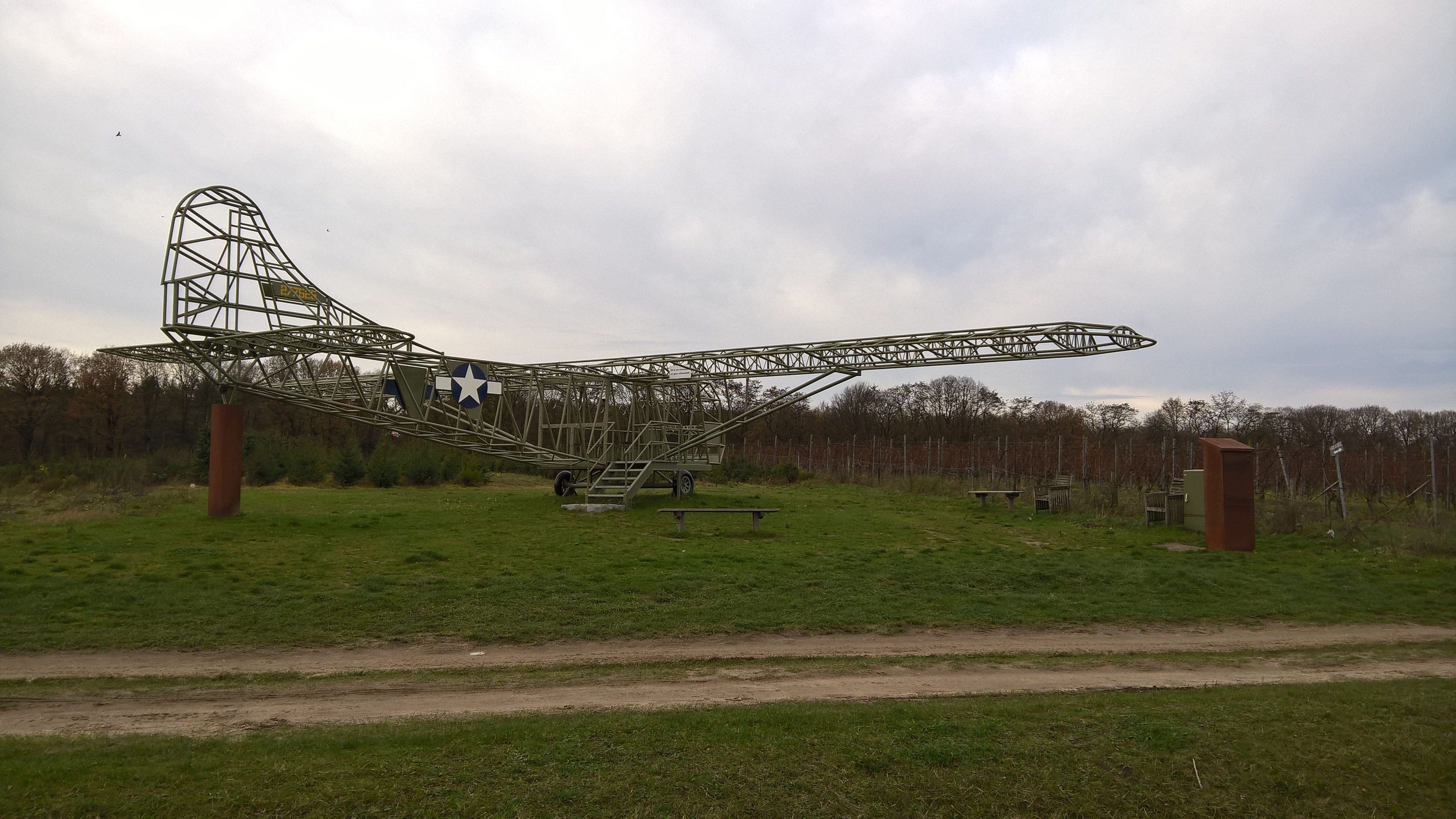
CG-4滑翔機的骨架
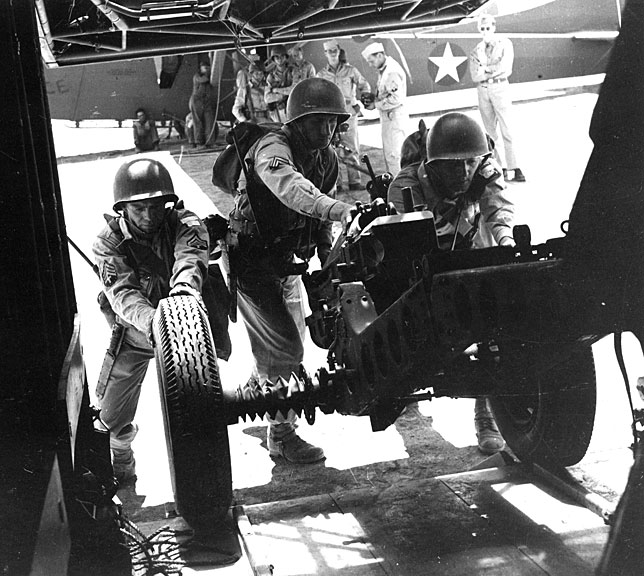
CG-4滑翔機可以運送M116榴彈炮
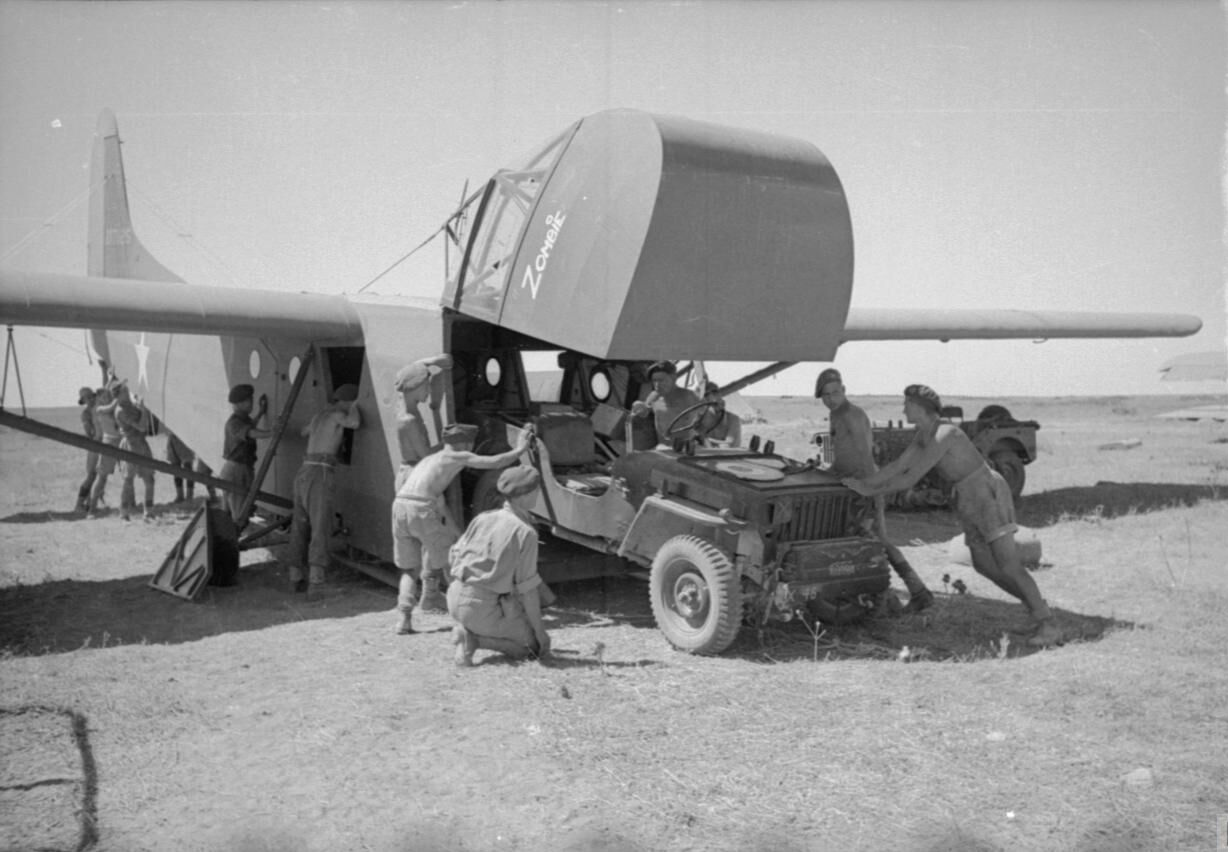
CG-4滑翔機的機頭能整個揭起以方便運送吉普車
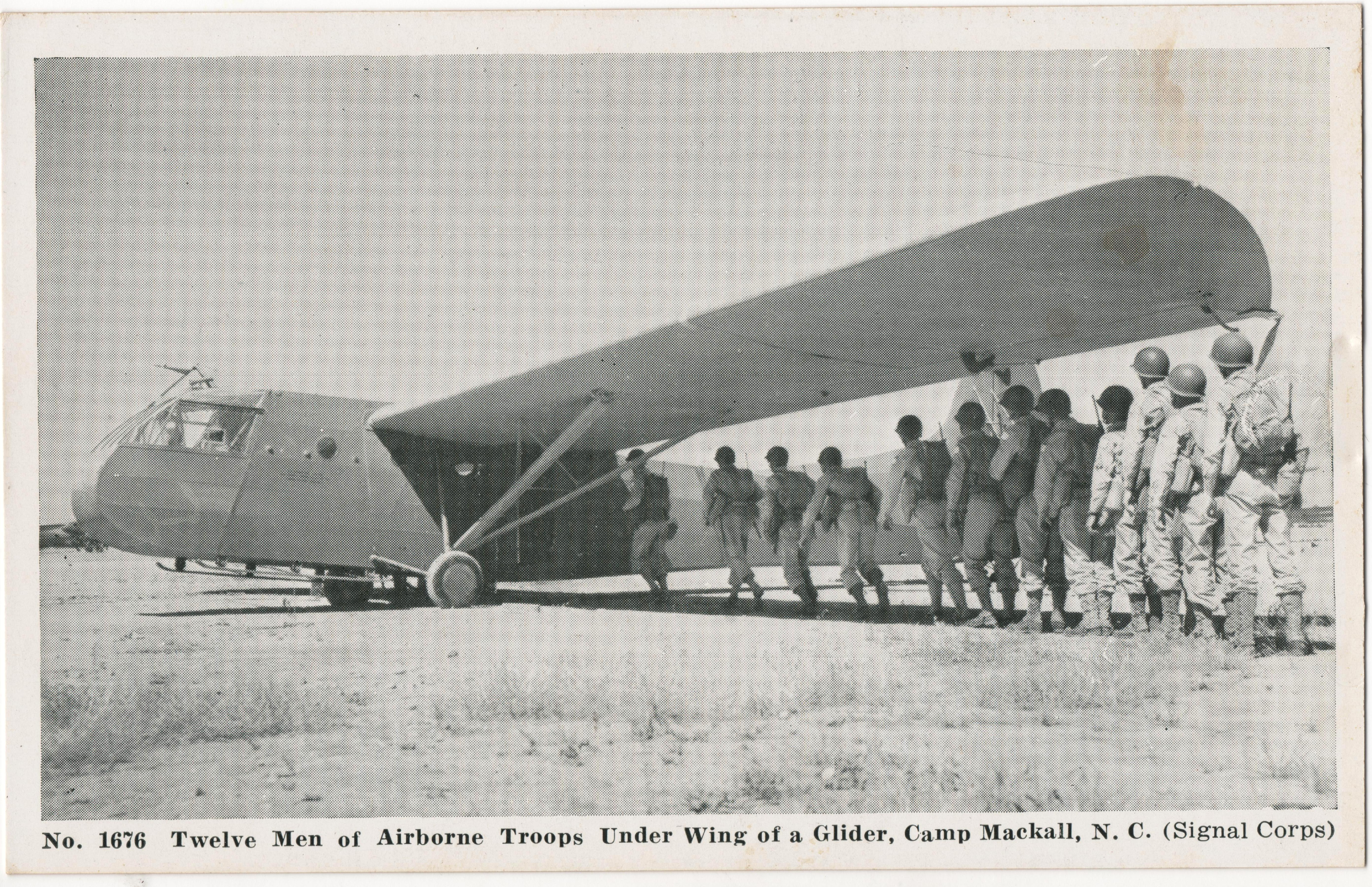
反映美軍傘兵乘坐CG-4滑翔機的二戰明信片
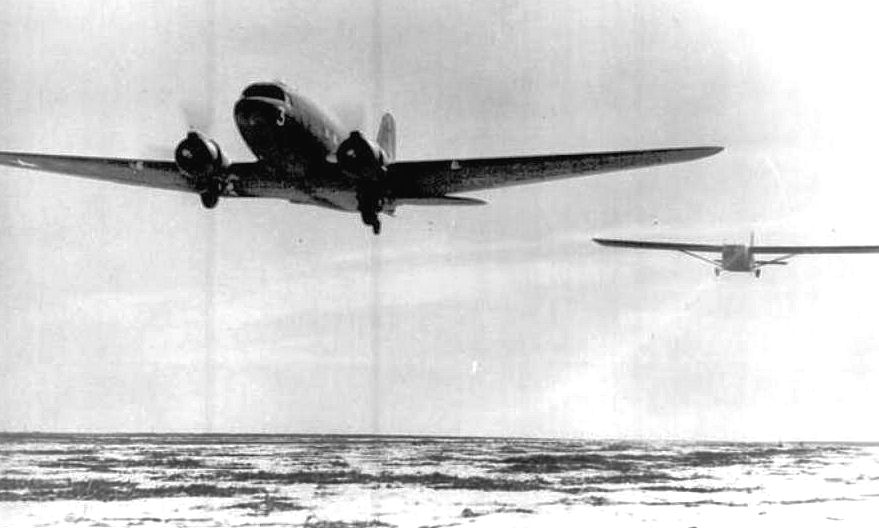
正由一架C-47拉著起飛的CG-4滑翔機
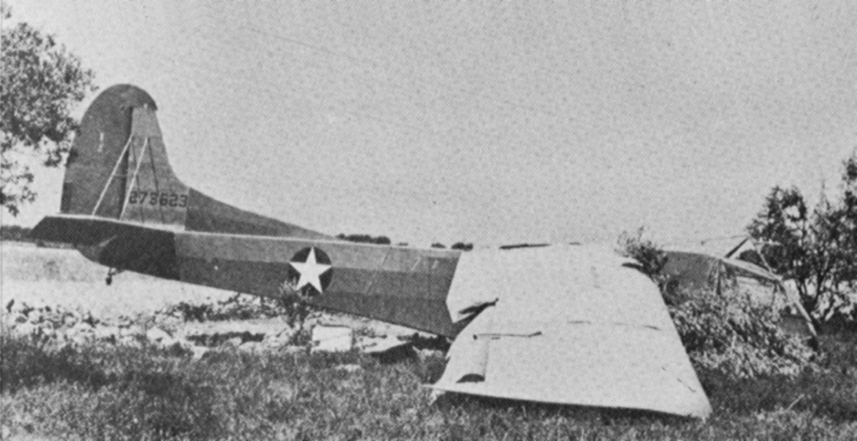
落地後的CG-4滑翔機往往已損壞而不能再用

## 實戰

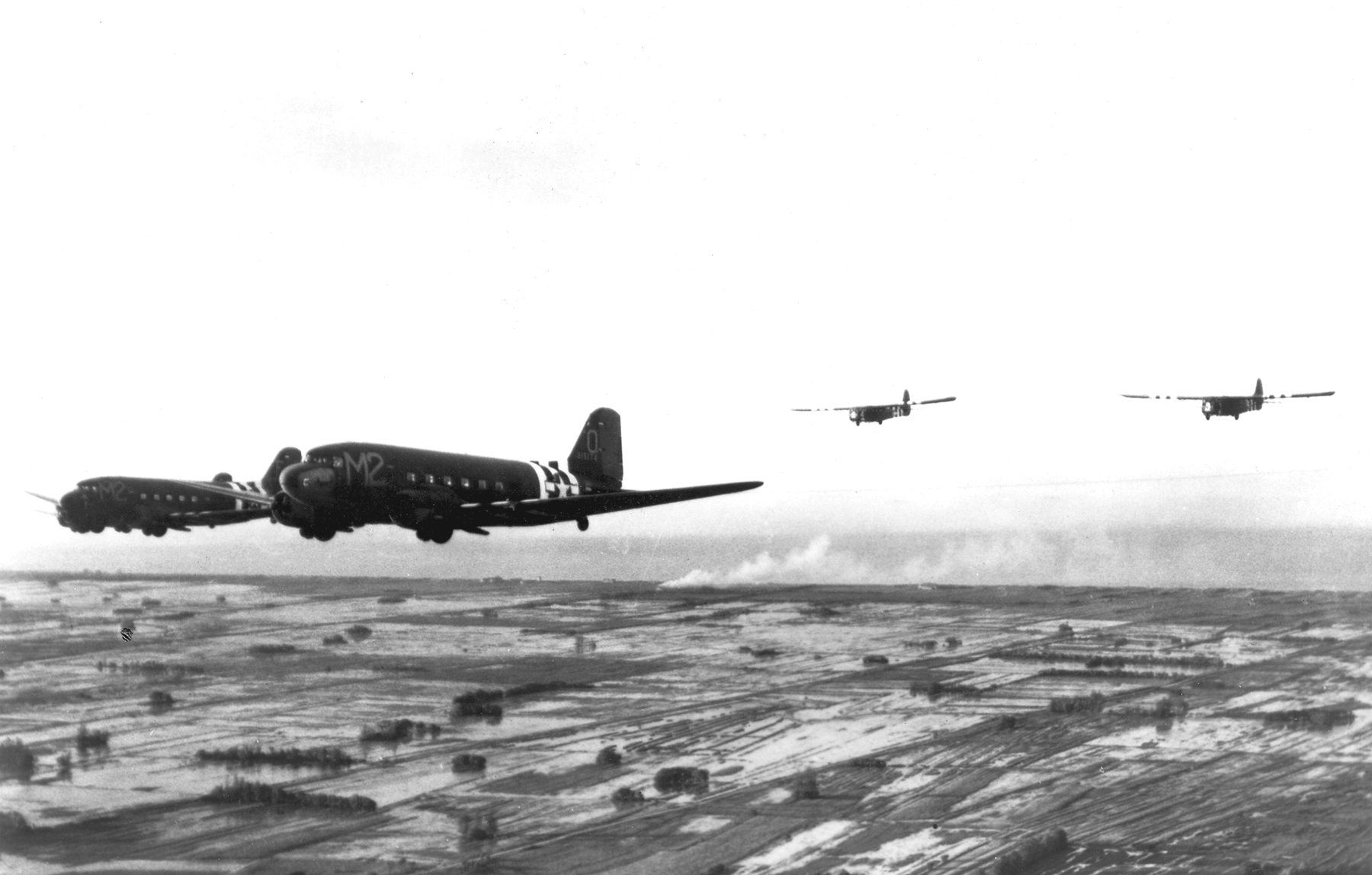
在C-47運輸機的拉動之下，飛越英倫海峽的CG-4滑翔機

CG-4滑翔機參與了1944年盟軍對法國的諾曼第戰役，1944年6月6日凌晨，美國陸軍第101和第82空降師總共有3937名傘兵是乘CG-4滑翔機空降
當天晚上大約1時19分，有51架CG-4載著第101空降師傘兵在C-47運輸機的拉動之下，從英國南部出發飛越英倫海峽，然後CG-4滑翔機和C-47運輸機分離並進入滑翔階段，他們的著陸區是早已作出空中偵察的法國北部海岸，與此同時，也有52架CG-4載著第82空降師傘兵出發，但他們的運氣較差，其中有7架CG-4被德軍高射炮擊落，還有7架CG-7誤降落在一片泛濫地區
總共有22架CG-4因各種原因而失去，其餘的CG-4在降落時都受到不同程度的損傷，基本上已不能再用，而在降落後，飛行員也拿起槍投入戰鬥
之後，美軍的增援的傘兵也乘坐CG-4來到法國北部，他們更多是載著M116榴彈炮和吉普車的部隊而不是步兵，還有一些CG-4載著的是補給物資，但由於德軍對此已有察覺，於是有更多的CG-4被毀於高射炮
諾曼第戰役後，CG-4仍有參與市場花園行動，1944年9月17日開始連續三天，美英計劃出動2160架CG-4滑翔機去運送士兵和補給物資，以攻佔在荷蘭境內幾座重要大橋，這樣是為了盡快攻入德國，行動開始，美軍第101和第82空降師乘坐的CG-4滑翔機有八成落到目標800米近距離之內，英軍則有9架CG-4滑翔機到了安恆但也有39架CG-4未能到達，但到了第二天，有了警覺的德軍明顯加強了當地的防空火力，而當地的天氣也開始變差，當日雖然派出了294架滑翔機並有270架成功落地，但他們在地面上的戰鬥傷亡卻很大，到了第三天開始，天氣已經差到不能起飛任何飛機，已經到達的美英傘兵最後因缺乏援軍和補給而被德軍消滅，其中傷亡過半，其餘投降被擄
1944年冬天發生在比利時的巴斯通包圍戰，為了解困被包圍的巴斯通，美軍又出動大批CG-4滑翔機，把1000多噸彈藥運送到巴斯通守軍身上並被擊落了15架CG-4
1945年3月24日，美軍在幾小時之內，出動906架CG-4去運送大批傘兵攻佔萊茵河大橋，這就是「大學行動」，這是二戰最後一次的滑翔機機降作戰，因為在一連串的機降作戰當中，暴露了CG-4的缺點，就是每次降落都會對其結構有不同程度的損傷，這令CG-4成了一次過的消耗品，不單是滑翔機本身，就連乘坐的傘兵也會受到不同程度的非戰鬥傷亡，二戰末期，R-4直升機已用於搜救，直升機明顯的是比滑翔機更好的機降工具，故二戰後，直升機已取代了滑翔機並首次用於韓戰

## 使用國家
- 美国
- 英国
- 加拿大
- 捷克斯洛伐克